# Iacutia Airlines
Iacutia Airlines (rusă Авиакомпания «Якутия» – Aviakompanija "Jakutija" „Compania Aeriană „Iacutia””) este o companie aeriană cu sediul în Yakutsk, Republica Sakha, Rusia. Ea operează servicii de transport intern de călători în Rusia și în cadrul Comunității Statelor Independente, precum și curse charter pentru destinații din Europa, de la Aeroportul Yakutsk și la Aeroportul Vnukovo din Moscova. Compania a avut și curse spre aeroporturile Fukuoka și Niigata din Japonia.

## Istorie

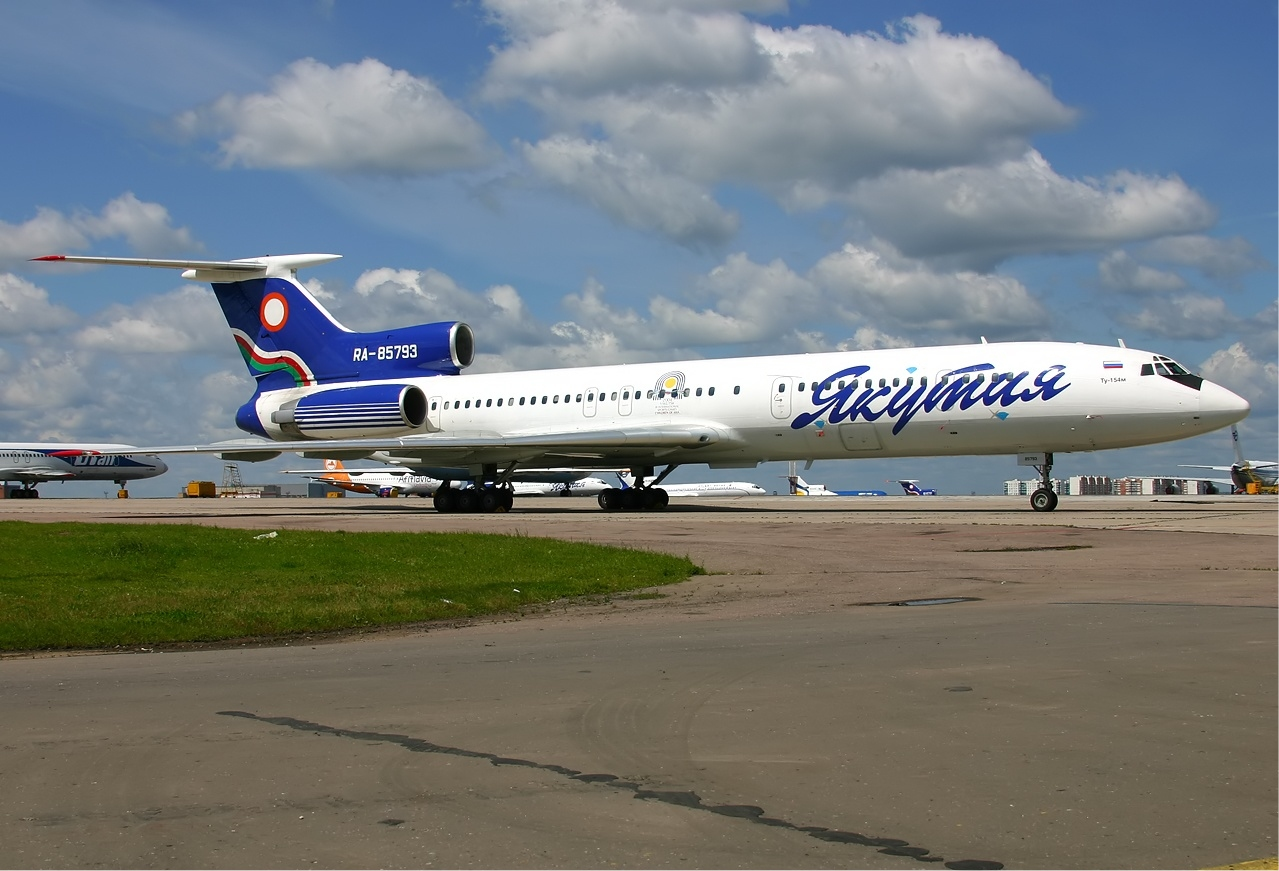
Iacutia Airlines Tu-154

Compania a fost înființată sub denumirea de Sakha Avia, fosta divizie Iacută a Aeroflot, cunoscută ca Yakutaviatrans. A operat curse charter de marfă pentru Africa, Asia, Europa și Orientul Mijlociu, până când acesta a intrat în faliment la începutul anului 1999. Ea a fost reînființată în anul 2000 și este controlată de către guvernul regional, Întreprinderea Aeriană de stat Neryungri. A fuzionat cu Yakutavia în 2002 și-a schimbat numele pentru a forma Iacutia Airlines. 

## Destinații

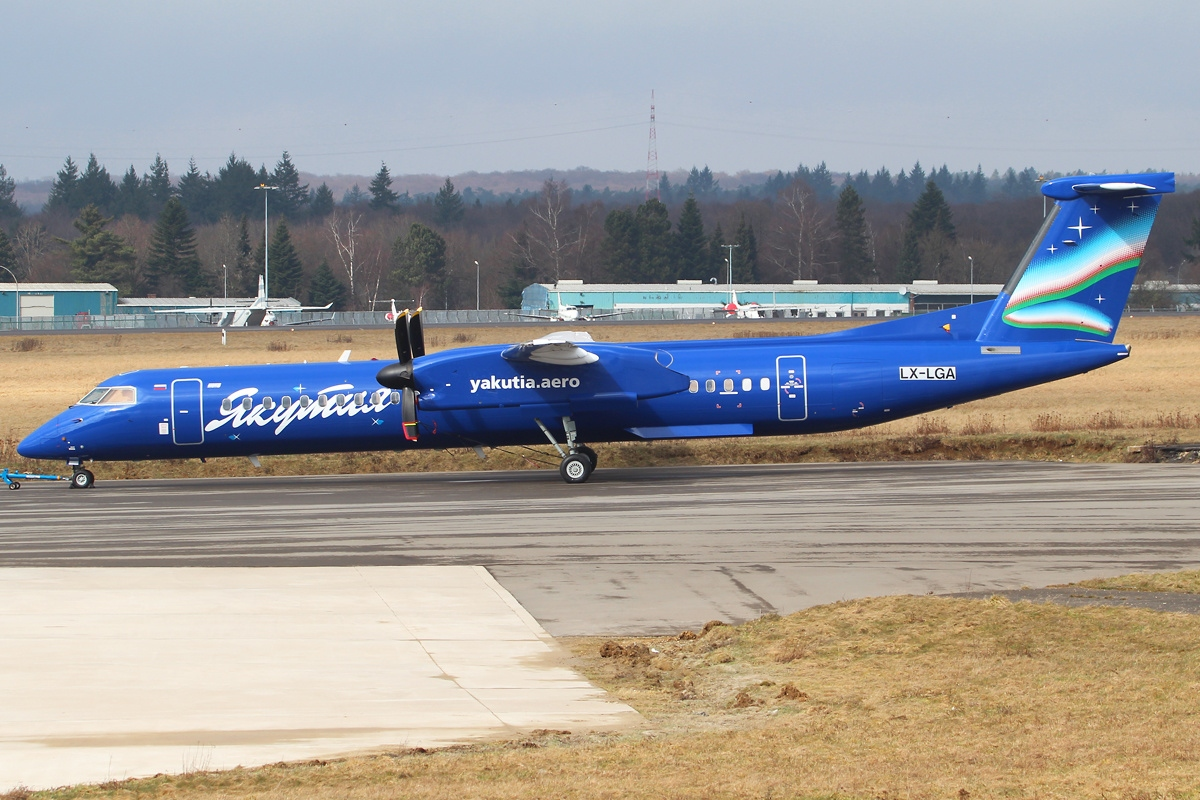
Dash 8 Q400

Din martie 2015, Iacutia Airlines operează mai mult de 55 de zboruri.

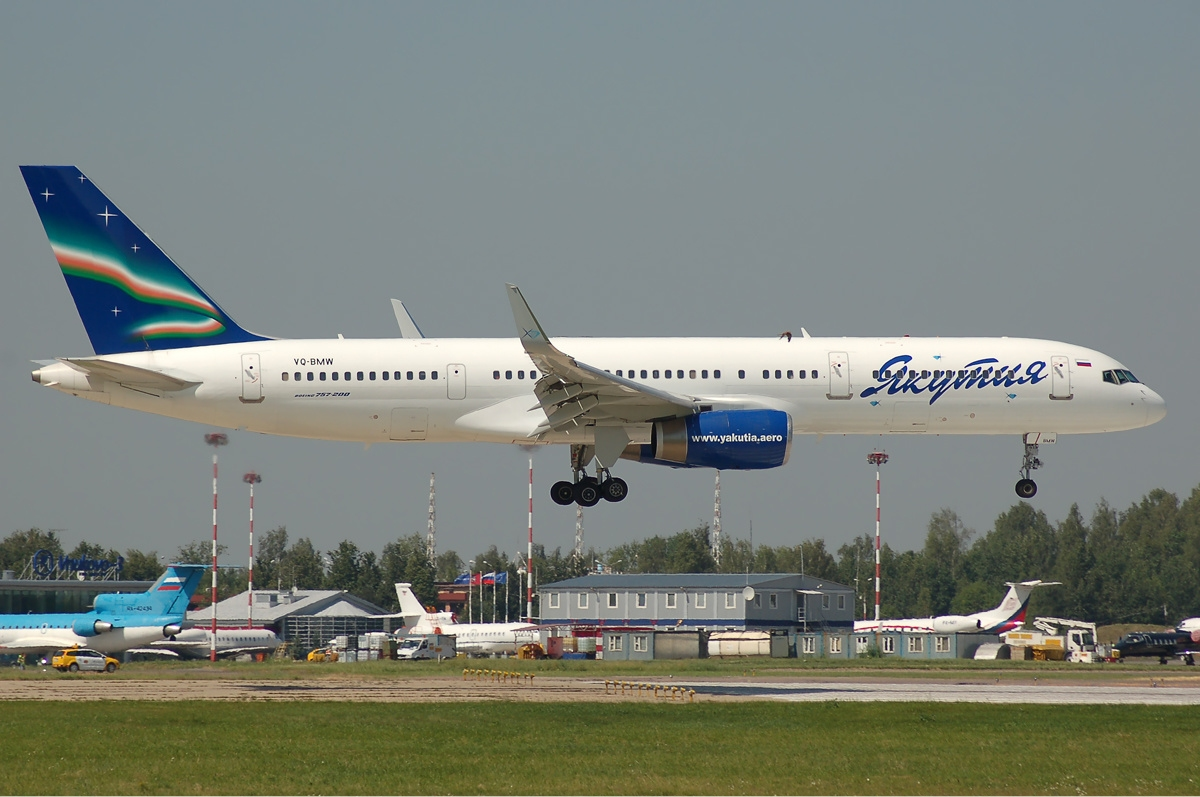
Boeing 757-200 la Aeroportul Internațional Vnukovo (2010).

## Flotă

### Avioane retrase
- Antonov An-24 (2002 - 2015)
- Antonov An-26 (2002 - 2012)
- Antonov An-140 (2010 - 2015)
- Boeing 737-700 (2005 - 2015)
- Tupolev Tu-154M (2002 - 2014)

## Accidente și incidente
- La 4 februarie 2010, Zborul 425, operat de Antonov An-24 RA-47360 a suferit o cădere a motorului în cursa de la Aeroportul Yakutsk la Aeroportul Olekminsk. În timpul aterizării, botul și alte părți mobile au fost retractate, cauzând daune substanțiale aeronavei.[5] Nu au existat morți sau răniți, aeronava fiind reparată și reintrodusă în circuit.[6]

## Legături externe
- Site oficial (limba engleză)
- Site oficial (rus)
- Site oficial (arhivat din 2005) (rus)
- Flota Iacutia Airlines